# Camera lucida

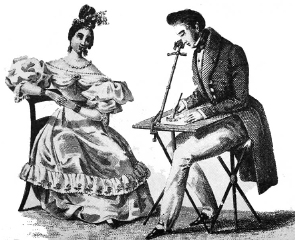
Camera lucida

Unter dem Namen Camera Lucida meldete der britische Chemiker und Physiker William Hyde Wollaston 1806 ein Patent für ein Zeicheninstrument an, dessen Prinzip schon länger bekannt war. U. a. scheint schon Johannes Kepler ein solches Gerät gekannt zu haben. Die Camera lucida erfüllte einen ähnlichen Zweck wie die Camera obscura und wurde zum Abzeichnen von Landschaften oder Porträts verwendet.
In der biologischen Forschung wurden Camera-lucida-Projektionen mikroskopischer Präparate als Zeichenvorlage benutzt.

## Funktionsweise

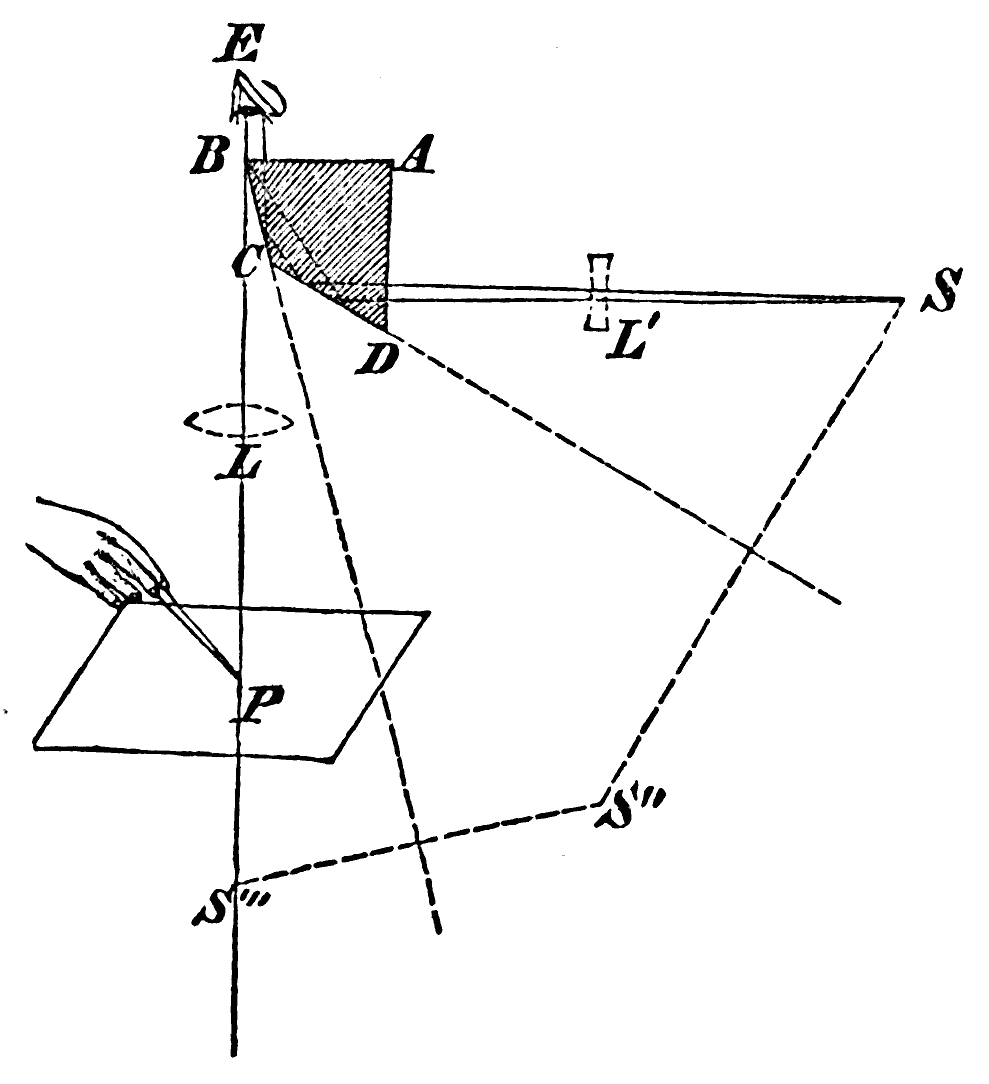
Diagramm der Camera lucida

„Die Camera Lucida ist ein viereckiges Prisma, das zur Anwendung im Freien auf eine Halterung montiert und auf der Zeichenunterlage befestigt […] oder am Okular eines Teleskops oder eines Mikroskops angebracht wird.“
Bei der Camera lucida blickt man durch ein Guckloch direkt über die Kante des Prismas, das die Umrisse des Motivs auf das Zeichenpapier wirft. Der Benutzer kann dadurch gleichzeitig die Umrisse des Motivs und das Papier sehen und kann das Objekt dann einfach abzeichnen. Mit der Camera lucida wird also vor allem das Anfertigen von relativ naturgetreuen Bildern vereinfacht.

## Geschichte
William Henry Fox Talbot (1800–1877), der mit seiner zeichnerischen Begabung unzufrieden war, hatte nach einem Hilfsmittel gesucht, um 1833 Skizzen am Comer See anzufertigen und daher die auf der Camera obscura basierenden Projektionsvorrichtungen weiterentwickelt, die bereits beispielsweise 1679 von Robert Hooke (1635–1703) konstruiert worden waren.
Im Laufe des 19. und 20. Jahrhunderts entwickelte sich die Camera lucida zu einem wichtigen Hilfsmittel in der Entomologie zum genauen Zeichnen des Flügelgeäders von Insekten.

## Verwandte Geräte
Die Physionotrace von 1786 ist ein mechanisches Hilfsmittel zur Gravur von Silhouetten.